# Benjamin Kratz
Friedrich Benjamin Kratz (* 2. Dezember 1829 in Braunschweig; † 14. Januar 1869 in Eberswalde) war ein deutscher Genre- und Porträtmaler der Düsseldorfer Schule.

## Leben
Kratz besuchte in den Jahren von 1850 bis 1852 die Kunstakademie Düsseldorf. Dort waren Theodor Hildebrandt, Christian Köhler und Heinrich Mücke seine Lehrer. Später wurde er Privatschüler bei Christian Eduard Boettcher. Kratz verstarb 1869 in der Heilanstalt von Neustadt-Eberswalde bei Berlin.

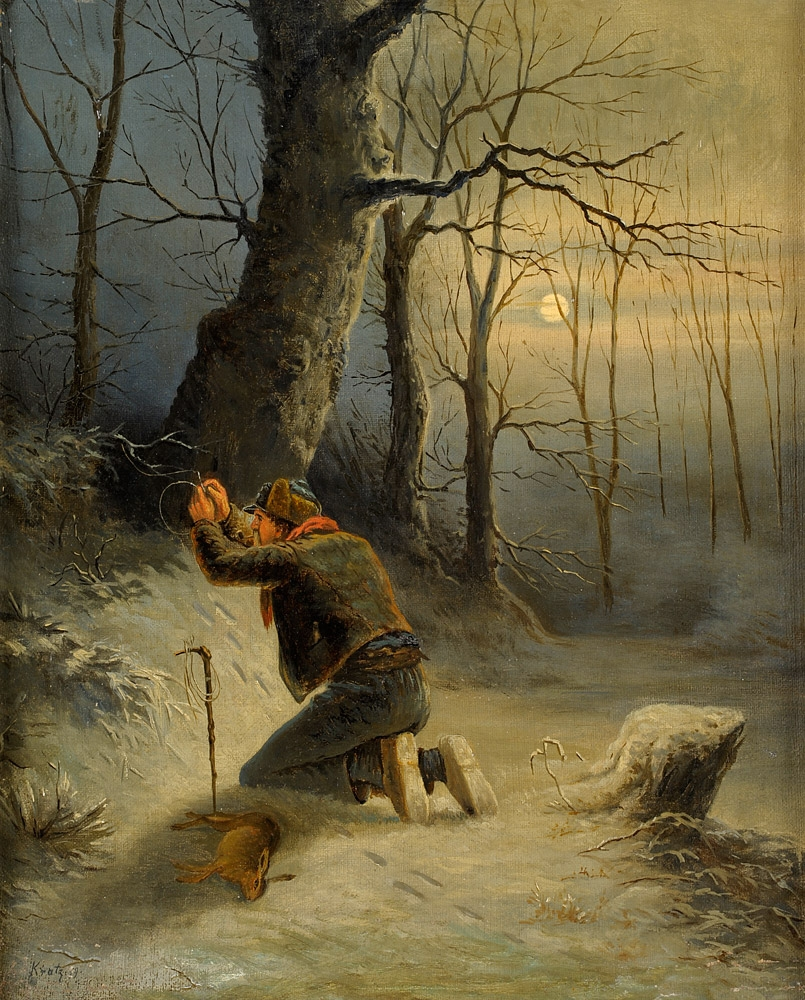
Der Fallensteller (Teil 1)
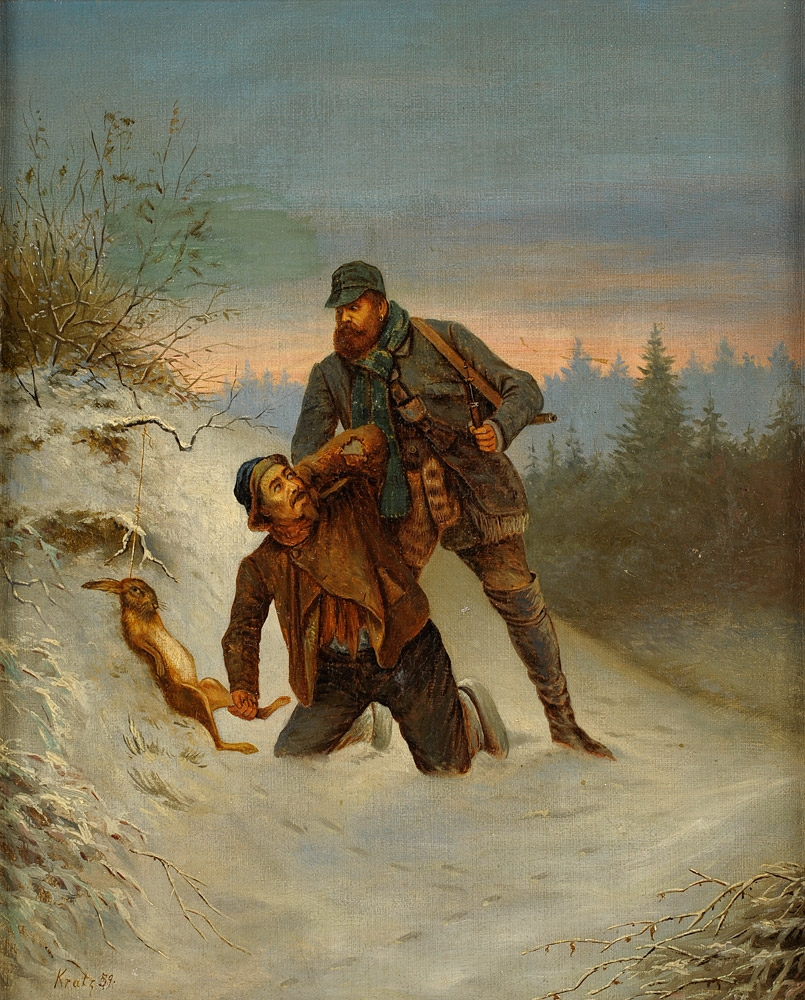
Der Fallensteller (Teil 2)